# Маскио (Савона)
Маскио је насеље у Италији у округу Савона, региону Лигурија.
Према процени из 2011. у насељу је живело 55 становника. Насеље се налази на надморској висини од 144 м.